# Don Cherry (ishockey)

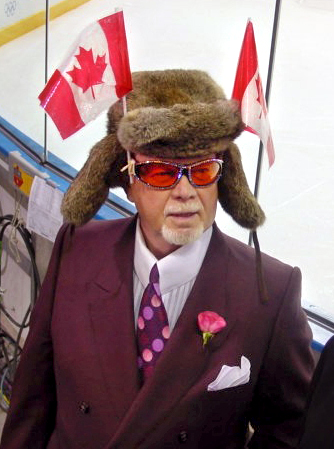
Don Cherry 2002.

Donald Stewart "Don" Cherry, också kallad Grapes, född 5 februari 1934 i Kingston, Ontario, är en kanadensisk ishockeykommentator och före detta professionell ishockeyback och ishockeytränare i NHL. Cherry hade ett speciellt avsnitt i CBC:s program Hockey Night in Canada som heter Coach's Corner.

## Spelare
Don Cherry, som var back, spelade juniorhockey för Windsor Spitfires och Barrie Flyers 1951–1954. 1953 vann han Memorial Cup med Barrie Flyers. 1954–55 spelade Cherry 63 matcher för Hershey Bears i AHL och en slutspelsmatch för Boston Bruins i NHL. Cherry spelade två år till för Hershey Bears innan han 1957–58 började spela för Springfield Indians. Cherry spelade fyra år för Springfield Indians och gjorde också tre år i EPHL, Eastern Professional Hockey League, för Trois-Rivières Lions, Kitchener-Waterloo Beavers och Sudbury Wolves.
Efter att ha spelat ett år med Spokane Comets i WHL avslutade Cherry med att spela sju år för Rochester Americans i AHL, och 17 respektive 33 matcher för Tulsa Oilers i CPHL och Vancouver Canucks i WHL. På 767 AHL-matcher gjorde Cherry 67 mål och 192 assist.
Cherry vann Calder Cup, som tilldelas AHL-slutspelets vinnare, fyra gånger, 1960 med Springfield Indians och 1965, 1966 och 1968 med Rochester Americans. Han vann också Lester Patrick Cup med Vancouver Canucks 1969.

## Tränare
Efter det att Cherry lagt av som spelare blev han tränare, först i AHL-laget Rochester Americans 1971–72. Efter tre framgångsrika tränarår i Rochester blev Cherry säsongen 1974–75 tränare för Boston Bruins med storspelare som Bobby Orr och Phil Esposito i laget. Cherry tränade Bruins fram till och med 1978–79. 1975–76 vann han Jack Adams Award som årets tränare. 1977 och 1978 spelade Bruins final i Stanley Cup-slutspelet men förlorade mot Montreal Canadiens båda gångerna.
Efter att ha fått sparken från Boston Bruins började Cherry träna Denver-laget Colorado Rockies säsongen 1979–80. Rockies antog samma säsong mottot "Kom för att se slagsmål och en hockeymatch kan bryta ut!".
Cherry tränade också Mississauga IceDogs i OHL 2000–01.
Internationellt var Cherry assisterande tränare för Kanadas landslag i Canada Cup 1976 och huvudtränare för Kanada i VM i Göteborg 1981.

## Personlighet
Cherry är beryktad för att vara uttalat pro-kanadensisk och för att föredra spelare från sin hemprovins Ontario, och helst av allt från sin hemstad Kingston. Han föredrar fysisk hockey framför spelande hockey och har vanligtvis inte alltför mycket till övers för europeiska spelare. Exempelvis kallade Cherry då han tränade Colorado Rockies sin svenske målvakt Hardy Åström för "The Swedish Sieve", "Det svenska sållet". Han brukar också synas i TV i diverse färggranna utstyrslar.

## Övrigt
Don Cherrys bror Dick Cherry var också ishockeyspelare, också han back, och spelade tre år i NHL för Boston Bruins och Philadelphia Flyers.

## Statistik
| 1951–52     | Windsor Spitfires          | OHA         | 18  | 0  | 3   | 3   | 30   | —  | — | —  | —  | —   |
| 1951–52     | Barrie Flyers              | OHA         | 18  | 2  | 3   | 5   | 30   | —  | — | —  | —  | —   |
| 1952–53     | Barrie Flyers              | OHA         | 56  | 5  | 3   | 8   | 66   | 25 | 4 | 3  | 7  | 46  |
| 1953–54     | Barrie Flyers              | OHA         | 55  | 10 | 14  | 24  | 61   | —  | — | —  | —  | —   |
| 1954–55     | Hershey Bears              | AHL         | 63  | 7  | 13  | 20  | 125  | —  | — | —  | —  | —   |
| 1954–55     | Boston Bruins              | NHL         | —   | —  | —   | —   | —    | 1  | 0 | 0  | 0  | 0   |
| 1955–56     | Hershey Bears              | AHL         | 58  | 3  | 22  | 25  | 102  | —  | — | —  | —  | —   |
| 1956–57     | Hershey Bears              | AHL         | 64  | 5  | 20  | 25  | 197  | 7  | 2 | 0  | 2  | 27  |
| 1957–58     | Springfield Indians        | AHL         | 65  | 9  | 17  | 26  | 83   | 13 | 1 | 1  | 2  | 10  |
| 1958–59     | Springfield Indians        | AHL         | 70  | 6  | 22  | 28  | 118  | —  | — | —  | —  | —   |
| 1959–60     | Trois-Rivières Lions       | EPHL        | 23  | 3  | 4   | 7   | 12   | 7  | 0 | 1  | 1  | 2   |
| 1959–60     | Springfield Indians        | AHL         | 46  | 2  | 11  | 13  | 45   | 1  | 0 | 0  | 0  | 2   |
| 1960–61     | Kitchener-Waterloo Beavers | EPHL        | 70  | 13 | 26  | 39  | 78   | 7  | 0 | 3  | 3  | 23  |
| 1961–62     | Springfield Indians        | AHL         | 11  | 1  | 3   | 4   | 10   | —  | — | —  | —  | —   |
| 1961–62     | Sudbury Wolves             | EPHL        | 55  | 9  | 20  | 29  | 62   | 5  | 3 | 2  | 5  | 10  |
| 1962–63     | Spokane Comets             | WHL         | 68  | 9  | 13  | 22  | 68   | —  | — | —  | —  | —   |
| 1963–64     | Rochester Americans        | AHL         | 70  | 5  | 11  | 16  | 106  | 2  | 0 | 0  | 0  | 4   |
| 1964–65     | Rochester Americans        | AHL         | 62  | 4  | 8   | 12  | 56   | 10 | 0 | 1  | 1  | 34  |
| 1965–66     | Tulsa Oilers               | CPHL        | 17  | 1  | 2   | 3   | 28   | —  | — | —  | —  | —   |
| 1965–66     | Rochester Americans        | AHL         | 56  | 5  | 11  | 16  | 61   | 12 | 2 | 5  | 7  | 14  |
| 1966–67     | Rochester Americans        | AHL         | 72  | 6  | 24  | 30  | 61   | 13 | 1 | 2  | 3  | 16  |
| 1967–68     | Rochester Americans        | AHL         | 68  | 6  | 15  | 21  | 74   | 11 | 1 | 1  | 2  | 2   |
| 1968–69     | Rochester Americans        | AHL         | 43  | 7  | 11  | 18  | 20   | —  | — | —  | —  | —   |
| 1968–69     | Vancouver Canucks          | WHL         | 33  | 0  | 6   | 6   | 29   | 8  | 2 | 2  | 4  | 6   |
| 1971–72     | Rochester Americans        | AHL         | 19  | 1  | 4   | 5   | 8    | —  | — | —  | —  | —   |
| NHL totalt  | NHL totalt                 | NHL totalt  | —   | —  | —   | —   | —    | 1  | 0 | 0  | 0  | 0   |
| AHL totalt  | AHL totalt                 | AHL totalt  | 767 | 67 | 192 | 259 | 1066 | 69 | 7 | 10 | 17 | 109 |
| EPHL totalt | EPHL totalt                | EPHL totalt | 148 | 25 | 50  | 75  | 152  | 19 | 3 | 6  | 9  | 35  |
| WHL totalt  | WHL totalt                 | WHL totalt  | 101 | 9  | 19  | 28  | 97   | 8  | 2 | 2  | 4  | 6   |